# Синклер, Фрэнк
Фрэнк Моха́ммед Си́нклер (англ. Frank Mohammed Sinclair; род. 3 декабря 1971, Ламбет, Большой Лондон) — ямайский футболист, выступавший на позиции защитника. Известен в основном по выступлениям за «Челси». Экс-игрок сборной Ямайки.

## Карьера

### Клубная карьера
Фрэнк Синклер начал карьеру в 1988 году, играя на протяжении двух лет, до 1990 года, за молодёжную команду «Челси». В 1990 году был впервые вызван в основную команду. В 1991 году был отдан руководством «Челси» в годичную аренду в «Вест Бромвич Альбион». По возвращении из аренды в 1992 году он сумел закрепиться в основном составе клуба. В «Челси» Синклер играл на протяжении семи сезонов, проведя почти двести матчей. Выиграл в составе клуба Кубок Англии в 1997 году и Кубок Футбольной лиги в 1998 году. В финальном матче Кубка лиги против «Мидлсбро», окончившемся со счётом 2:0 в пользу «Челси», Синклер забил один из голов.
Однако затем главным тренером «Челси» стал Джанлука Виалли, при котором в команду пришли немало сильных легионеров, и Фрэнк потерял место в основном составе и решил сменить клуб, перейдя в 1998 году в «Лестер Сити» за 2 млн фунтов. В «Лестере» он играл до 2004 года, выиграв в его составе Кубок Футбольной лиги в сезоне 1999/00. Всего за «Лестер» он провёл 164 матча и забил 3 мяча в свои и 3 — в чужие.
В ходе карьеры в «Лестере» Фрэнк был вовлечён в ряд скандалов. В сентябре 2001 года «Лестер» оштрафовал его на двухнедельную зарплату за участие в инциденте в аэропорту «Хитроу», когда он совместно с приятелями из «Челси» напивался в течение пяти часов, а потом разделся и обматерил американских туристов, а затем его вырвало на них.
В 2004 году он был арестован вместе с двумя одноклубниками, Полом Дикавом и Китом Гиллеспи, по обвинению в сексуальном домогательстве. Позднее обвинения были сняты, и игроков выпустили на свободу.
В 2004 году он на правах свободного агента перешёл в «Бернли», за который играл на протяжении трёх сезонов, провёл 92 встречи и единожды сумел отличиться. После ухода из «Бернли» (2007) он сменил ещё ряд английских команд низших лиг: «Хаддерсфилд Таун», «Линкольн Сити» и «Уиком Уондерерс». С 2009 года по 2011 год выступал в Конференции (пятом по силе английском дивизионе) за «Рексем». В 2011 году выступал за «Хендон» в Премьер Дивизионе Истмийской Лиги, седьмом по значимости футбольном турнире Англии. 6 января 2012 года перешёл в клуб «Колуин-Бей». 11 февраля 2013 года был назначен играющим тренером «Колуин-Бей» и сумел избежать от вылета из Северной Конференции. Сезон 2013/14, в котором клуб уверенно финишировал на месте 12 в Северной Конференции, Синклер также провёл, совмещая обязанности игрока и главного тренера. Следующий сезон оказался менее удачным и 4 января 2015 года Синклер был уволен с поста главного тренера клуба; «Колуин-Бей» на тот момент находился в пяти позициях от зоны вылета, занимая 15 место. Однако, увольнение Синклера не пошло на пользу валлийскому клубу: он по итогам сезона занял 20 место и покинул Северную Конференцию.
Сам же Синклер зимой 2015 года подписал контракт игрока с клубом «Брэкли Таун».

### Международная карьера

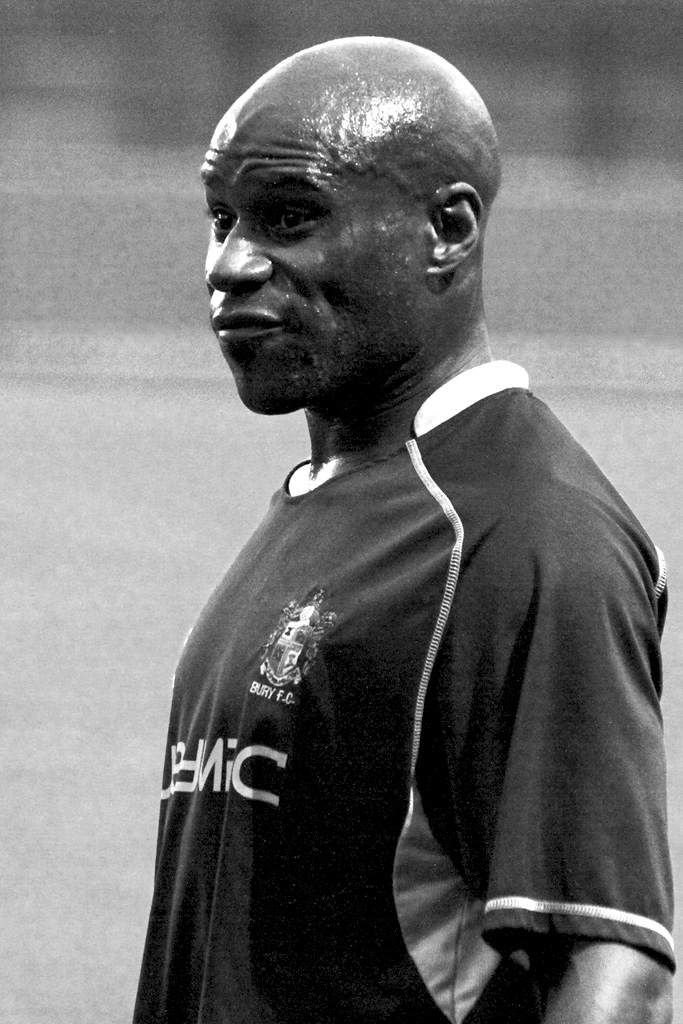
Фрэнк Синклер

Френк Синклер был одним из семи игроков, родившихся в Великобритании и выступавших за сборную Ямайки в конце 90-х, когда команда прошла отборочный турнир чемпионата мира 1998 года и заняла на ЧМ третье место в группе, не выйдя в 1/8 финала. Всего Синклер провёл 28 матчей за сборную Ямайки.

## Достижения
«Челси»
- Обладатель Кубка Англии: 1997
- Обладатель Кубка Футбольной лиги: 1998
- Итого: 2 трофея

«Лестер Сити»
- Обладатель Кубка Футбольной лиги: 2000
- Итого: 1 трофей

- Игрок года по версии болельщиков «Челси»: 1993